# Eustathe de Thessalonique
Pour les articles homonymes, voir Eustathe.
Eustathe de Thessalonique, en grec ancien : Εὐστάθιος Θεσσαλονίκης (Eustáthios Tessaloníques), est un érudit et ecclésiastique byzantin du XIIe siècle, probablement mort en 1198.

## Biographie
On le présente traditionnellement comme ayant été moine au monastère de Saint-Phloros, à Constantinople, mais ce n’est pas certain : la formule « ho toû kata Phlôron », qui le désigne dans trois manuscrits, renverrait plutôt à un Nicolas « ho kata Phlôron » (patronyme), directeur de l’École patriarcale (« maître des rhéteurs ») mort en 1160, qui était peut-être l’oncle maternel d'Eustathe et probablement celui à qui il dut sa formation littéraire et le début de sa carrière dans le clergé. Vers 1156, il devint diacre de la cathédrale Sainte-Sophie, et professeur de grammaire, de rhétorique et de philosophie à l’École patriarcale. En 1174/75, il était grand sacellaire du patriarcat, et « maître des rhéteurs », quand l’empereur Manuel Ier le nomma évêque de Myre en Lycie, puis, avant même qu’il eût pris possession de ce siège, il devint métropolite de Thessalonique. Il conserva ce poste jusqu'à la fin de sa vie. 
En 1185, il fut témoin de la prise de Thessalonique par les troupes de Guillaume II de Sicile, commandées par le comte Alduin, qui s'accompagna d’un pillage de la ville. Au début de 1191, en butte à des accusations, il dut quitter Thessalonique pour aller se justifier auprès de l’empereur Isaac II ; fort de l’appui de celui-ci, il put revenir peu après.
L’historien contemporain Nicétas Choniatès le qualifie d'homme le plus savant de son époque (Histoire, VIII:238, X:334), et il fut le professeur de toute une génération de l’élite intellectuelle byzantine. Le frère aîné de l'historien, Michel Choniatès, fut à l’époque un de ses plus fameux élèves, et il a composé une monodie à l’occasion de sa mort.
L'Église orthodoxe et les Églises catholiques orientales le fêtent le 20 septembre.

## Œuvres
De son activité de professeur, on conserve d'abondants commentaires (parekbolai) sur l'ensemble des poèmes homériques (Iliade et Odyssée), et sur l'ouvrage de Denys le Périégète, ainsi qu'une introduction à Pindare. Les commentaires intègrent de nombreux extraits de commentateurs et scholiastes antiques (pour Homère : Aristarque de Samothrace, Zénodote, Aristophane de Byzance, Denys le Périégète...). Les commentaires sur les poèmes homériques furent publiés pour la première fois en quatre volumes, de 1542 à 1550, par Niccolò Maiorano, bibliothécaire du Vatican, édition reprise et révisée par Johann Gottfried Stallbaum à Leipzig de 1825 à 1829. Les commentaires sur l'ouvrage de Denys le Périégète sont joints à plusieurs éditions de cet auteur (l'édition princeps de Robert Estienne à Paris en 1547, celle de Gottfried Bernhardy à Leipzig en 1828, celle de Carl Müller à Paris en 1861). L'introduction à Pindare est donnée dans le vol. 136 (col. 369-372) de la Patrologia Graeca.
On conserve d'autre part de lui de nombreux discours et sermons ; un Récit de la prise de Thessalonique par les Latins ; des traités sur différents sujets (Sur la réforme de la vie monastique, Sur l'obéissance due aux autorités chrétiennes...) ; un commentaire de l'Hymne de la Pentecôte de Jean Damascène ; une correspondance abondante (75 lettres figurent dans le vol. 136 de la Patrologia Graeca). Les premiers textes de lui autres que les commentaires sur Homère et Denys le Périégète furent publiés par Gottlieb Lukas Friedrich Tafel, sous le titre Opuscula, à Francfort en 1832. 
On lui a attribué à tort le roman des Amours d'Hysmine et d'Hysminias, qui est l'œuvre d'Eumathius.

## Éditions récentes
- Marchinus van der Valk (éd.), Eustathii archiepiscopi Thessalonicensis Commentarii ad Homeri Iliadem pertinentes, 4 vol., E.-J. Brill, Leyde, 1971-87 (vol. d'index en 1995).
- Peter Wirth (éd.), Eustathii Thessalonicensis opera minora, Walter de Gruyter, Berlin, 2000.
- Karin Metzler (éd.), Eustathii Thessalonicensis De emendenda vita monachica, Walter de Gruyter, Berlin, 2006.
- Hans van Kasteel (éd.), Questions homériques. Physique et métaphysique chez Homère (anthologie de commentaires anciens), Beya, 2012, p. 461-637. recension
- S. Ronchey – P. Cesaretti (edd.), Eustathii Thessalonicensis Exegesis in canonem iambicum pentecostalem, De Gruyter, Berlin-New York, 2013 (Supplementa Byzantina, 10)